# Pycnonotus
A Pycnonotus  a madarak osztályának verébalakúak (Passeriformes) rendjébe és a bülbülfélék (Pycnonotidae) családjába tartozó nem.

## Rendszerezésük
A nemet Friedrich Boie írta le 1826-ban, az alábbi fajok tartoznak ide:
- csíkostorkú bülbül (Pycnonotus finlaysoni)
- sárgafejű bülbül (Pycnonotus zeylanicus)
- csíkos bülbül (Pycnonotus striatus)
- bujkáló bülbül (Pycnonotus leucogrammicus)
- aranyarcú bülbül (Pycnonotus tympanistrigus)
- maláj bülbül (Pycnonotus plumosus)
- Pycnonotus cinereifrons
- Blanford-bülbül (Pycnonotus blanfordi)
- fehérszemű bülbül (Pycnonotus simplex)
- vörösszemű bülbül (Pycnonotus brunneus)
- sárgás bülbül (Pycnonotus flavescens)
- szemcsíkos bülbül (Pycnonotus goiavier)
- barnásfehér bülbül (Pycnonotus luteolus)
- kopasz bülbül (Pycnonotus hualon)
- barnamellű bülbül (Pycnonotus xanthorrhous)
- kerti bülbül (Pycnonotus sinensis)
- vörösfülű bülbül (Pycnonotus jocosus)
- tajvani bülbül (Pycnonotus taivanus)
- barna bülbül vagy berber bülbül  (Pycnonotus barbatus)
- szomáli bülbül (Pycnonotus somaliensis)
- Pycnonotus dodsoni
- Pycnonotus tricolor
- pirosgyűrűs bülbül (Pycnonotus nigricans)
- fokföldi bülbül (Pycnonotus capensis)
- sárgafarú bülbül (Pycnonotus xanthopygos)
- fehérarcú bülbül (Pycnonotus leucotis)
- himalájai bülbül (Pycnonotus leucogenys)
- kormos bülbül (Pycnonotus cafer)
- kotinga bülbül (Pycnonotus aurigaster)
- Pycnonotus snouckaerti
- aranyszárnyú bülbül (Pycnonotus bimaculatus)
- aranytorkú bülbül (Pycnonotus xantholaemus)
- ékszerbülbül (Pycnonotus penicillatus)
- özvegy bülbül (Pycnonotus melanoleucus[2] vagy Microtarsus melanoleucos)[1]
- gyapjashátú bülbül (Pycnonotus eutilotus[2] vagy Microtarsus eutilotus)[1]
- szürkefejű bülbül (Pycnonotus priocephalus[2] vagy Microtarsus priocephalus)[1]
- feketefejű bülbül (Pycnonotus atriceps[2] vagy Microtarsus atriceps)[1]
- Pycnonotus fuscoflavescens[2] vagy Microtarsus fuscoflavescens[1]
- kékszemüvegű bülbül (Pycnonotus nieuwenhuisii[2] vagy Microtarsus nieuwenhuisii)[1]
- sárgaszemüvegű bülbül (Pycnonotus urostictus[2] vagy Microtarsus urostictus)[1]
- aranymellű bülbül (Pycnonotus melanicterus[2] vagy Rubigula flaviventris)[1]
- Salvadori-bülbül (Pycnonotus erythropthalmos[2] vagy Rubigula erythropthalmos)[1]
- pikkelyes bülbül (Pycnonotus squamatus[2] vagy Rubigula squamata)[1]
- szürkehasú bülbül (Pycnonotus cyaniventris[2] vagy Rubigula cyaniventris)[1]
- Pycnonotus dispar[2]  vagy Rubigula dispar[1]
- Pycnonotus flaviventris[2]
- Pycnonotus gularis[2]
- Pycnonotus montis[2]